# Albert Bunjaku
Albert Bunjaku (* 29. November 1983 in Gnjilane, SFR Jugoslawien) ist ein ehemaliger kosovarisch-schweizerischer Fussballspieler. Er spielte auf der Position des Stürmers.

## Karriere
Bunjaku kam im Alter von sieben Jahren mit seiner Familie zu seinem in der Schweiz arbeitenden Vater und wohnte fortan in Fahrweid. Im Alter von 14 Jahren trat er mit dem FC Schlieren seinem ersten Fussballverein bei und wechselte einige Zeit später zu den Grasshoppers Zürich, bevor er für einige Zeit die Lust am Fussball verlor. Nach einem halben Jahr fing er beim SC YF Juventus Zürich erneut an. Während er bei den Grasshoppers als Aussenverteidiger spielte, wurde er bei den Young Fellows als Stürmer eingesetzt.

### Vereine
Bunjaku begann seine Profikarriere beim Schweizer Club FC Schaffhausen in der Challenge League, der zweithöchsten Schweizer Liga. In der Saison 2003/04 stieg er mit der Mannschaft als Tabellenerster in die Super League auf. In den folgenden anderthalb Jahren absolvierte er 39 Erstligaspiele.

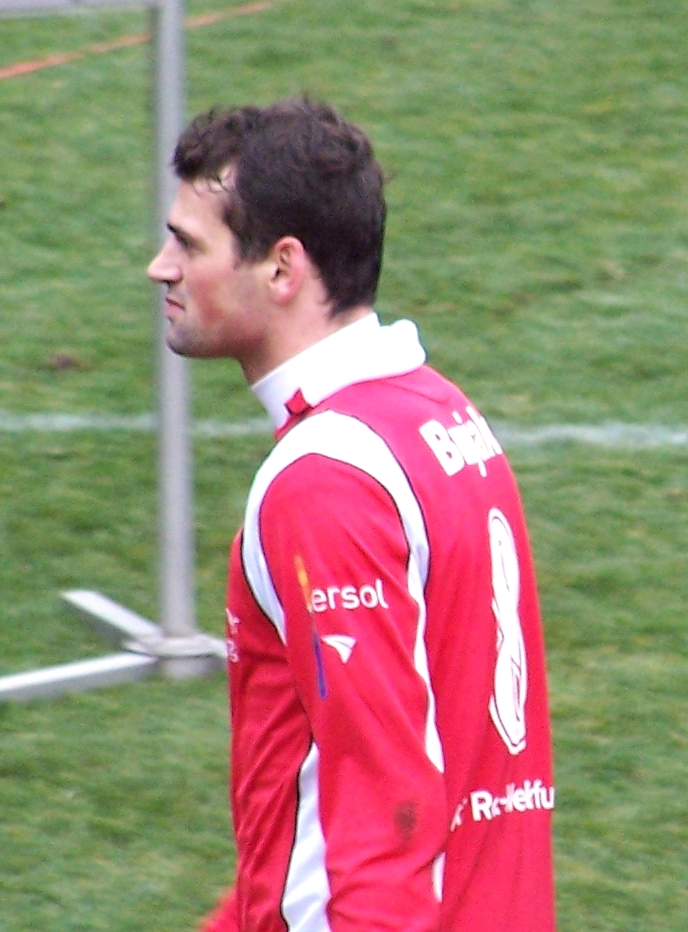
Bunjaku 2008 im Trikot von Rot-Weiß Erfurt

In der Winterpause der Saison 2005/06 wechselte Bunjaku zum deutschen Zweitligisten SC Paderborn 07. Dort bestritt er zehn Zweitligaspiele und erzielte dabei ein Tor. Bereits nach einem halben Jahr ging er zum Regionalligisten FC Rot-Weiß Erfurt. Dort gelangen ihm in 56 Ligaspielen bereits 25 Treffer. In der Saison 2007/08 konnte er in 28 Spielen 16 Tore erzielen, bevor eine Schulter- und Oberarmverletzung die Saison für ihn vorzeitig beendete. Er erlangte Popularität, als er am 10. August 2008 als Einwechselspieler zwei Tore in der ersten Runde des DFB-Pokals gegen den FC Bayern München erzielte. In der Hinrunde der 3. Liga 2008/09 erzielte er neun Treffer, ehe er den Verein verliess.
Am 2. Februar 2009 wechselte Bunjaku in die 2. Bundesliga zum 1. FC Nürnberg für 400'000 €. Zur gleichen Zeit wechselte der Nürnberger Stürmer Chhunly Pagenburg nach Erfurt. Es wurde allerdings nie darüber berichtet, ob die Transfers in einem Zusammenhang stehen. Am zweiten Rückrundenspieltag gab Bunjaku sein Debüt an der Pegnitz, als er beim 3:0-Heimsieg gegen den 1. FC Kaiserslautern in der 77. Minute eingewechselt wurde und Sekunden später am 3:0 durch Marek Mintál beteiligt war. Drei Wochen später spielte er in seinem zweiten Einsatz über die volle Zeit, da er den gelbgesperrten Christian Eigler vertrat. Am 9. März kam er im Auswärtsspiel beim MSV Duisburg zu seinem dritten Einsatz. Er wurde in der 84. Minute eingewechselt und erzielte in der 89. seinen ersten Treffer für Nürnberg. Bunjaku hatte mit Verletzungen zu kämpfen, so dass er nie wirklich in Form kam. Da ihm dadurch schliesslich Dario Vidosic als Ersatzstürmer vorgezogen wurde, kam er bis Saisonende auf insgesamt nur sieben Einsätze, wobei er sechsmal erst in der zweiten Halbzeit eingewechselt wurde.
Am 15. August, dem zweiten Spieltag der Saison 2009/10, gab Bunjaku sein Bundesligadebüt. Dabei schoss er ein Tor gegen Eintracht Frankfurt, was zum ersten Punkt der Spielzeit führte. In den nächsten Wochen entwickelte er sich schnell zum Stammspieler. Am 18. Oktober, dem neunten Spieltag, erzielte Bunjaku beim 3:0-Sieg gegen Hertha BSC seinen ersten Doppelpack für Nürnberg. Darauf wählte ihn der kicker zum Mann des Tages. Am 30. Januar 2010 erzielte er im Auswärtsspiel bei Hannover 96 erstmals drei Tore in einem Spiel. Er ist damit nach Stéphane Chapuisat der zweite Schweizer, dem ein Dreierpack in der Bundesliga gelang. Der kicker wählte ihn dafür erneut zum Mann des Tages. Insgesamt war er mit zwölf Treffern in 28 Saisonspielen plus zwei Relegationsspielen der mit Abstand erfolgreichste Stürmer der Franken. Im zweiten Relegationsspiel gab er seine erste Torvorlage im Clubtrikot.
In der neuen Saison wurde bei Bunjaku nach der dritten Partie ein schwerwiegender Knorpelschaden festgestellt. Die notwendige Operation und die Rehabilitation kosteten ihn fast die komplette Spielzeit. Erst Ende April 2011 konnte er erstmals wieder für die zweite Mannschaft auflaufen, sein Comeback endete aber mit einem Platzverweis kurz vor der Halbzeit. In der Bundesliga wurde er bis zum Saisonende nicht mehr eingesetzt. Am 4. März 2012 wurde er sechs Minuten vor Spielende im Bundesligaspiel gegen Mönchengladbach eingewechselt und schoss 3 Minuten später das Siegtor zum 1:0, was ihm nach langer Leidenszeit eine erneute hoffnungsvolle Rückkehr in die Bundesliga bescherte.
Zur Saison 2012/13 wechselte Bunjaku ablösefrei zum 1. FC Kaiserslautern. Er erhielt dort einen Dreijahresvertrag und wurde zum Mannschaftscaptain bestimmt. Sein Start verlief sehr verheissungsvoll. Er erzielte in den ersten vier Zweitligapartien vier Treffer und traf auch in der ersten Runde des DFB-Pokals einmal für die Pfälzer. Er bildete mit Mohamadou Idrissou ein torgefährliches Sturmduo bei den «Roten Teufeln» und kam letztlich auf 13 Treffer in der Liga. Mit seiner Mannschaft erreichte er am Ende der Saison den dritten Tabellenplatz. Somit kam es zu zwei Relegationsspielen gegen den Tabellensechzehnten der Bundesliga, TSG 1899 Hoffenheim, die allerdings verloren wurden, wodurch der FCK in der zweiten Liga verblieb. Nach anhaltenden Beschwerden im rechten Knie unterzog sich Bunjaku nach Saisonende im Juli einer Operation, die eine Zwangspause von einem halben Jahr nach sich zog. Sein Comeback in der zweiten Liga gab er am 23. Februar 2014.
Zwischen Juni 2014 und Januar 2017 stand Bunjaku beim FC St. Gallen unter Vertrag. Danach spielte er beim FC Erzgebirge Aue in der 2. Bundesliga. Bei den Veilchen besass Bunjaku einen Vertrag bis Juni 2019. Nachdem dieser im August 2018 im beiderseitigen Einvernehmen aufgelöst worden war, schloss Bunjaku sich im September 2018 dem FC Viktoria Köln in der Regionalliga West an. Mit Viktoria Köln wurde Bunjaku Meister der Regionalliga und stieg in die 3. Liga auf. Bunjaku war mit elf Treffern bester Torschütze der Viktoria. In der 3.-Liga-Spielzeit 2019/20 erzielte Bunjaku dann 20 Tore und wurde am Ende Zweiter der Torschützenliste. Nach der Saison verlängerte Bunjaku seinen auslaufenden Vertrag bei der Viktoria um ein Jahr.
Im Januar 2022 wechselte Albert Bunjaku zum Bonner SC. Dort beendete er nach der Saison seine Karriere. In der Saison 2022/23 übernahm er interimsweise den Trainerposten des Bonner SC in der Mittelrheinliga.

### Nationalmannschaften
Am 6. November 2009 wurde Bunjaku erstmals von Ottmar Hitzfeld in die Schweizer A-Nationalmannschaft berufen und kam am 14. November 2009 bei der 0:1-Niederlage gegen Norwegen auch gleich zu seinem Länderspieldebüt. Für die WM 2010 in Südafrika wurde er in die Schweizer Auswahl als Ersatz für den verletzten Marco Streller nachnominiert. Seit seiner Verletzung 2010 erhielt er kein Aufgebot mehr. Am 5. März 2014 debütierte er beim ersten Länderspiel gegen Haiti für den Kosovo. Das Spiel war inoffiziell, wurde aber von der FIFA zugelassen.
Im ersten offiziellen Länderspiel am 3. Juni 2016, nachdem die kosovarische Nationalmannschaft am 3. Mai 2016 als 55. Mitglied in die UEFA aufgenommen und die Aufnahme als 210. Mitglied der FIFA am 13. Mai 2016 erfolgt war, erzielte er beim 2:0-Sieg gegen die Färöische Nationalmannschaft auch das erste Tor mit dem Treffer in der 44. Minute. Er war mit drei Toren in vier Spielen zwischenzeitlich Rekordtorschütze des Kosovo.

## Titel und Erfolge
- Bundesliga-Aufstieg 2008/09 mit dem 1. FC Nürnberg
- 3.-Liga-Aufstieg und Meister der Regionalliga West 2018/19 mit Viktoria Köln
- Mittelrheinpokal-Sieger: 2021, 2022 mit Viktoria Köln